# صوفيا سميث (لاعبة كرة قدم)
صوفيا سميث (بالإنجليزية: Sophia Smith)‏ هي لاعبة كرة قدم أمريكية، ولدت في 10 أغسطس 2000 في وندسور في الولايات المتحدة.

## وصلات خارجية
- صوفيا سميث على موقع الاتحاد الدولي (مؤرشف)  (الإنجليزية)
- صوفيا سميث على موقع قاعدة بيانات كرة القدم.إي يو (الإنجليزية)
- صوفيا سميث على موقع Soccerway.com (الإنجليزية)
- صوفيا سميث على موقع عالم كرة القدم.نت (الإنجليزية)